# Побио Инфериоре (Алесандрија)
Побио Инфериоре је насеље у Италији у округу Алесандрија, региону Пијемонт.
Према процени из 2011. у насељу је живело 3 становника. Насеље се налази на надморској висини од 1070 м.